# Ripe (Marche)
Ripe történelmi település Olaszországban, Marche régióban, Ancona megyében.  Ripe Corinaldo, Castel Colonna, Ostra és Senigallia községekkel határos.

## Népesség
A település lakossága az elmúlt években az alábbi módon változott:

## Története
2014. január elsején beleolvadt az újonnan létrejött Trecastelli községbe.

## Fordítás
- Ez a szócikk részben vagy egészben  a   Ripe (Italia) című olasz Wikipédia-szócikk fordításán alapul.  Az eredeti cikk szerkesztőit annak laptörténete sorolja fel. Ez a jelzés csupán a megfogalmazás eredetét és a szerzői jogokat jelzi, nem szolgál a cikkben szereplő információk forrásmegjelöléseként.